# Аппадураи, Арджун
Арджу́н Аппадура́и (англ. Arjun Appadurai,там. அர்ஜுன் அப்பாதுரை ; род. 1949, Мумбаи) — американский социально-культурный антрополог, социолог и философ индийского происхождения. Известен разработкой теории воображаемых ландшафтов (англ. imaginary landscapes) в рамках феномена глобализации. Называется в качестве одного из важнейших теоретиков осмысления социокультурных аспектов глобализации. Член Американской академии искусств и наук.

## Биография
Окончил школу и колледж в Мумбаи, Брандейский университет, защитил магистерскую диссертацию в Чикагском университете.

## Научная деятельность
В начале карьеры исследовал храмовую культуру Индии колониального и постколониального периодов в антропологическом контексте. В работе Modernity at Large: Cultural Dimensions of Globalization содержится развитие теоретических идей, которые ранее высказывались в ранних работах исследователя. Так, было рассмотрено влияние современных СМИ и коммуникаций на оторванных от родины мигрантов и влияние этих отношений и других феноменов современности на сложившиеся национальные государства. Также Аппадураи выделяет в качестве важного элемента культуры массового потребления «коллективную ностальгию по прошлому», объединяющую людей по национальному признаку. Книга оценивается как необходимая для «постмодернистских социологов».
На создание своей версии теории «воображаемых миров» повлияла книга «Воображаемые сообщества» Бенедикта Андерсона. Аппадураи выделяет пять уровней пространства:
1. этнопространство;
2. медиапространство;
3. технопространство;
4. финансовое пространство;
5. пространство идей.

Этнопространство формируется глобальными потоками людей — туристов, трудовых мигрантов, беженцев. Медиапространство формируется СМИ, Интернетом и современными средствами связи. Технопространство формируется технологиями, финансовое пространство — потоками денег, пространство идей — государственными идеологиями и обычно противостоящими им идеологиями общественных движений.
Также Аппадураи указывает на недостаточность существующих моделей соотнесения глобального и локального, в частности, модели «центр—периферия» в понимании Иммануила Валлерстайна.